# بطولة العالم للملاكمة 2015
بطولة العالم للملاكمة 2015 أقيمت على صالة علي بن حمد العطية في الدوحة، قطر في الفترة من 5 إلى 18 أكتوبر 2015. هذه هي البطولة المؤهلة إلى دورة الألعاب الأولمبية الصيفية 2016.

## النتائج

### جدول الميداليات
| الترتيب | منتخب           | ذهبية | فضية | برونزية | المجموع |
| ------- | --------------- | ----- | ---- | ------- | ------- |
| 1       | كوبا            | 4     | 2    | 1       | 7       |
| 2       | روسيا           | 2     | 1    | 1       | 4       |
| 3       | أذربيجان        | 1     | 1    | 2       | 4       |
| 4       | جمهورية أيرلندا | 1     | 1    | 1       | 3       |
| 5       | فرنسا           | 1     | 0    | 0       | 1       |
| 5       | المغرب          | 1     | 0    | 0       | 1       |
| 7       | أوزبكستان       | 0     | 3    | 3       | 6       |
| 8       | كازاخستان       | 0     | 2    | 0       | 2       |
| 9       | الصين           | 0     | 0    | 2       | 2       |
| 9       | أوكرانيا        | 0     | 0    | 2       | 2       |
| 11      | الجزائر         | 0     | 0    | 1       | 1       |
| 11      | بيلاروس         | 0     | 0    | 1       | 1       |
| 11      | البرازيل        | 0     | 0    | 1       | 1       |
| 11      | مصر             | 0     | 0    | 1       | 1       |
| 11      | بريطانيا العظمى | 0     | 0    | 1       | 1       |
| 11      | الهند           | 0     | 0    | 1       | 1       |
| 11      | الفلبين         | 0     | 0    | 1       | 1       |
| 11      | تايلاند         | 0     | 0    | 1       | 1       |
| المجموع | المجموع         | 10    | 10   | 20      | 40      |

## ملخص الميداليات
| الحدث        | الذهبية                        | الفضية                             | البرونزية                       |
| ------------ | ------------------------------ | ---------------------------------- | ------------------------------- |
| تحت الذبابة  | جوهانيس أرغيلاغوس · كوبا       | فاسيلي إيغوروف · روسيا             | روغين لادون · الفلبين           |
| تحت الذبابة  | جوهانيس أرغيلاغوس · كوبا       | فاسيلي إيغوروف · روسيا             | دميترو زاموتاييف · أوكرانيا     |
| الذبابة      | إيلفين ماميشزاده · أذربيجان    | يوسفاني فيتيا · كوبا               | هو جينجيوان · الصين             |
| الذبابة      | إيلفين ماميشزاده · أذربيجان    | يوسفاني فيتيا · كوبا               | محمد فليسي · الجزائر            |
| الديك        | مايكل كونلان · جمهورية أيرلندا | مورودجون أحمد علييف · أوزبكستان    | شيفا ثابا · الهند               |
| الديك        | مايكل كونلان · جمهورية أيرلندا | مورودجون أحمد علييف · أوزبكستان    | دزميتري أسانو · بيلاروس         |
| الخفيف       | لازارو ألفاريز · كوبا          | ألبيرت سليموف · أذربيجان           | إلنور عبدرايموف · أوزبكستان     |
| الخفيف       | لازارو ألفاريز · كوبا          | ألبيرت سليموف · أذربيجان           | روبسون كونسيكاو · البرازيل      |
| الوسط الخفيف | فيتالي دونايتسيف · روسيا       | فضل الدين غائب نازاروف · أوزبكستان | ياسنييل توليدو · كوبا           |
| الوسط الخفيف | فيتالي دونايتسيف · روسيا       | فضل الدين غائب نازاروف · أوزبكستان | وتيتشاي ماسوك · تايلاند         |
| الوسط        | محمد ربيعي · المغرب            | دانيار يوليوسينوف · كازاخستان      | برويز باغيروف · أذربيجان        |
| الوسط        | محمد ربيعي · المغرب            | دانيار يوليوسينوف · كازاخستان      | ليو وي · الصين                  |
| المتوسط      | أرلين لوبيز · كوبا             | بيكتيمير ميليكوزييف · أوزبكستان    | حسام عابدين · مصر               |
| المتوسط      | أرلين لوبيز · كوبا             | بيكتيمير ميليكوزييف · أوزبكستان    | مايكل أوريلي · جمهورية أيرلندا  |
| تحت الثقيل   | خوليو سيزار لا كروز · كوبا     | جو وارد · جمهورية أيرلندا          | إلشود رسولوف · أوزبكستان        |
| تحت الثقيل   | خوليو سيزار لا كروز · كوبا     | جو وارد · جمهورية أيرلندا          | بافيل سيلياغين · روسيا          |
| الثقيل       | إيفغيني تيشتشينكو · روسيا      | إيريسلاندي سافون · كوبا            | عبد القادر عبدولاييف · أذربيجان |
| الثقيل       | إيفغيني تيشتشينكو · روسيا      | إيريسلاندي سافون · كوبا            | غيفورغ مانوكيان · أوكرانيا      |
| فوق الثقيل   | توني يوكا · فرنسا              | إيفان ديتشكو · كازاخستان           | باخودير جلالوف · أوزبكستان      |
| فوق الثقيل   | توني يوكا · فرنسا              | إيفان ديتشكو · كازاخستان           | جوزيف جويس · بريطانيا العظمى    |

## المنتخبات المشاركة
| - الجزائر (7) - الأرجنتين (6) - أرمينيا (3) - أستراليا (9) - أذربيجان (8) - بيلاروس (4) - بوتان (1) - البوسنة والهرسك (1) - بوتسوانا (2) - البرازيل (4) - بلغاريا (4) - كندا (1) - جزر كايمان (1) - الصين (3) - كولومبيا (2) - كوستاريكا (1) - كرواتيا (2) - كوبا (10) - جمهورية التشيك (1) - الدنمارك (1) - جمهورية الدومينيكان (2) - الإكوادور (3) - مصر (4) - فرنسا (4) - جورجيا (3) | - ألمانيا (3) - غانا (4) - المملكة المتحدة (8) - غواتيمالا (1) - المجر (2) - الهند (6) - إندونيسيا (1) - العراق (1) - جمهورية أيرلندا (7) - إيطاليا (5) - اليابان (3) - الأردن (2) - كازاخستان (8) - كينيا (1) - قرغيزستان (2) - لاتفيا (1) - ليتوانيا (3) - المكسيك (5) - مولدوفا (1) - منغوليا (4) - المغرب (8) - هولندا (4) - نيوزيلندا (4) - كوريا الشمالية (1) - باكستان (1) | - بابوا غينيا الجديدة (3) - الفلبين (2) - بولندا (3) - بورتوريكو (2) - قطر (6) - رومانيا (1) - روسيا (7) - سلوفينيا (1) - كوريا الجنوبية (2) - إسبانيا (4) - سوريا (2) - طاجيكستان (2) - تايلاند (6) - ترينيداد وتوباغو (1) - تونس (1) - تركيا (3) - تركمانستان (3) - أوغندا (4) - أوكرانيا (9) - الولايات المتحدة (4) - أوزبكستان (9) - فانواتو (1) - فنزويلا (8) |